# La gallerie des femmes fortes

Titelblatt der ersten Ausgabe (Paris 1647)

La gallerie des femmes fortes (frz.; Die Galerie der starken Frauen) ist ein 1647 zuerst erschienenes Buch von Pater Pierre Le Moyne (1602–1671) von der Gesellschaft Jesu. Er widmete es der französischen Regentin Anna von Österreich (1601–1666).

Der Dichter und Jesuit Pierre Le Moyne stellt darin Frauen in den Mittelpunkt, die eine wichtige historische Rolle gespielt haben. Seine Galerie ist in vier Gruppen zu je fünf "starken Frauen" nach Herkunft gegliedert, Frauen der Juden, Barbaren, Römer und Christen: 

„Les fortes juifves (Debore, Jahel, Judith, Salomone, Mariamne) / Les fortes barbares (Panthe'e, Camme, Artemise, Monime, Zenobie) / Les fortes romaines (Lucrece, Clelie, Porcie, Arrie, Pauline) / Les fortes Chrestiennes (La Judith francoise, Isabelle de Castille, La Pucelle d'Orleans, La captive Victorieuse, Maria Stuart).“

Das Buch erlebte verschiedene Auflagen und wurde auch in andere Sprachen übersetzt, beispielsweise 1652 ins Englische oder 1794 ins Spanische.